# Liste der Nummer-eins-Hits in Dänemark (2010)
Dies ist eine Liste der Nummer-eins-Hits in Dänemark im Jahr 2010. Sie basiert auf den offiziellen Album Top-40 und Track Top-40, die im Auftrag von IFPI Danmark erstellt werden. Es gab in diesem Jahr 19 Nummer-eins-Singles und 16 Nummer-eins-Alben.

## Singles
| ← 2009 ← | Liste der Nummer-eins-Hits in Dänemark | Liste der Nummer-eins-Hits in Dänemark | Liste der Nummer-eins-Hits in Dänemark | 2011 → |
| \| Zeitraum \| Wo. ges. \| Interpret \| Titel Autor(en) \| Zusätzliche Informationen \| \| (Zeitraum, Wochen auf Platz eins, Interpret, Titel, Autor[en], zusätzliche Informationen) \| \| \| \| \| \| ----------------------------------------------------------------------------------------- \| -------- \| ------------------------------------ \| ----------------------------------------------------------------------------------------------------------------------------------------------------------------------------------------------------------------------------------------------------------------------------------------- \| -------------------------------------------------------------------------------------------------------------------------------------- \| \| 11. Dezember 2009 – 21. Januar 2010 6 Wochen \| 6 \| Lady Gaga \| Bad Romance Nadir Khayat, Stefani Germanotta \| – \| \| 22. Januar 2010 – 11. Februar 2010 3 Wochen \| 3 \| The Rumour Said Fire \| The Balcony Jesper Lidang \| – \| \| 12. Februar 2010 – 11. März 2010 4 Wochen \| 4 \| (Diverse danske kunstnere for Haiti) \| Skrøbeligt fundament - Støt Haiti Sys Engstrøm Bjerre, Søren Mikkelsen \| – \| \| 12. März 2010 – 1. April 2010 3 Wochen \| 3 \| Cheryl Cole \| Fight for This Love Wayne Andrew Wilkins, Steve Kipner, Andre Darrell Merritt \| – \| \| 2. April 2010 – 15. April 2010 2 Wochen \| 2 \| Thomas Ring \| My Dream Mikkel Johan Imer Sigvardt, Pernille Rosendahl, Carsten Schack, Peter Biker \| Thomas Ring ist der Sieger der Castingshow X-Factor 2010. \| \| 16. April 2010 – 22. April 2010 1 Woche \| 1 \| Lady Gaga feat. Beyoncé \| Telephone Bexonce Gisselle Knowles, Rodney Roy Jerkins, LaShawn Ameen Daniels, Lazonate S. Franklin, Stefani Germanotta \| – \| \| 23. April 2010 – 29. April 2010 1 Woche \| 1 \| Burhan G feat. Medina \| Mest ondt Burhan Genç, Sarah West \| – \| \| 30. April 2010 – 6. Mai 2010 1 Woche (insgesamt 2) \| 2 \| Nephew feat. VM-Landsholdet 2010 \| The Danish Way to Rock Søren Arnholt, Kasper Toustrup, Simon Kvamm, Kristian Riis, René Munk Thalund \| Das ist das Lied der dänischen Fußballnationalmannschaft zur Weltmeisterschaft 2010. \| \| 7. Mai 2010 – 10. Juni 2010 5 Wochen \| 5 \| Stromae \| Alors on danse Paul Van Haver \| – \| \| 11. Juni 2010 – 17. Juni 2010 1 Woche \| 1 \| Lena \| Satellite Julie Frost, John Gordon \| Die deutsche Siegerin des Eurovision Song Contest erreichte außer in Deutschland auch in den nordeuropäischen Ländern die Chartspitze. \| \| 18. Juni 2010 – 24. Juni 2010 1 Woche (insgesamt 2) \| 2 \| Nephew feat. Landsholdet \| The Danish Way to Rock Søren Arnholt, Kasper Toustrup, Simon Kvamm, Kristian Riis, René Munk Thalund \| – \| \| 25. Juni 2010 – 5. August 2010 6 Wochen \| 6 \| Yolanda Be Cool vs. DCUP \| We No Speak Americano! Renato Carosone, Nicola Salerno, Duncan MacLennan, Johnson Peterson, Sylvester Martinez \| – \| \| 6. August 2010 – 12. August 2010 1 Woche \| 1 \| Shakira feat. Freshlyground \| Waka Waka (This Time for Africa) Shakira Isabel Mebarak Ripol, Zolani Monica Mahola, Simon Eric Attwell, Peter David Cohen, Kyla-Rose Smith, Julio Navela Sigauque, Neil John Francis Hawks, John Graham Hill, Eugene Victor Doo Belley, Jean Ze Bella, Emile Kojidie, Seredeal Scheepers \| – \| \| 13. August 2010 – 7. Oktober 2010 8 Wochen \| 8 \| Eminem feat. Rihanna \| Love the Way You Lie Alexander Grant Junior, Marshall B. Mathers, Holly Brook Hafermann \| – \| \| 8. Oktober 2010 – 28. Oktober 2010 3 Wochen \| 3 \| Burhan G feat. Nik & Jay \| Tættere på himlen Burhan Genç Koc, Niclas Genkel Petersen, Jannik Brandt Thomsen, Jon Andersson Ørom, Jules Wolfson, Puma \| – \| \| 29. Oktober 2010 – 4. November 2010 1 Woche (insgesamt 6) \| 6 \| Clara Sofie & Rune RK \| Når tiden går baglæns Musik: Rune Reilly Kølsch, Clara Sofie Fabricius; Text: Clara Sofie Fabricius \| – \| \| 5. November 2010 – 11. November 2010 1 Woche \| 1 \| Morten Breum feat. Sisse Marie \| Every Time (You Look at Me) / Moist Morten Breum, Sisse Marie Holzmann Søby, Klaus Christensen \| – \| \| 12. November 2010 – 16. Dezember 2010 5 Wochen (insgesamt 6) \| 6 \| Clara Sofie & Rune RK \| Når tiden går baglæns Musik: Rune Reilly Kølsch, Clara Sofie Fabricius; Text: Clara Sofie Fabricius \| – \| \| 17. Dezember 2010 – 23. Dezember 2010 1 Woche \| 1 \| Medina \| Addiction Musik: Medina Valbak, Rasmus Stabell, Jeppe Federspiel; Text: Lisa Greene \| – \| \| 24. Dezember 2010 – 30. Dezember 2010 1 Woche \| 1 \| Clemens feat. Jon Nørgaard \| Champion Musik: Björn Djupström, Thomas Hinz; Text: Jon Nørgaard, Clemens Telling \| – \| \| 31. Dezember 2010 – 6. Januar 2011 1 Woche (insgesamt 2) \| 2 \| Xander \| Det burde ikk være sådan her Alexander Theo Linnet \| – \| |                                        |                                        | | |
| ← 2009 |                                        |                                        | | → 2011 → |
| Zeitraum | Wo. ges.                               | Interpret                              | Titel Autor(en) | Zusätzliche Informationen |
| (Zeitraum, Wochen auf Platz eins, Interpret, Titel, Autor[en], zusätzliche Informationen) |                                        |                                        | | |
| 11. Dezember 2009 – 21. Januar 2010 6 Wochen | 6                                      | Lady Gaga                              | Bad Romance Nadir Khayat, Stefani Germanotta | – |
| 22. Januar 2010 – 11. Februar 2010 3 Wochen | 3                                      | The Rumour Said Fire                   | The Balcony Jesper Lidang | – |
| 12. Februar 2010 – 11. März 2010 4 Wochen | 4                                      | (Diverse danske kunstnere for Haiti)   | Skrøbeligt fundament - Støt Haiti Sys Engstrøm Bjerre, Søren Mikkelsen | – |
| 12. März 2010 – 1. April 2010 3 Wochen | 3                                      | Cheryl Cole                            | Fight for This Love Wayne Andrew Wilkins, Steve Kipner, Andre Darrell Merritt | – |
| 2. April 2010 – 15. April 2010 2 Wochen | 2                                      | Thomas Ring                            | My Dream Mikkel Johan Imer Sigvardt, Pernille Rosendahl, Carsten Schack, Peter Biker | Thomas Ring ist der Sieger der Castingshow X-Factor 2010.                                                                              |
| 16. April 2010 – 22. April 2010 1 Woche | 1                                      | Lady Gaga feat. Beyoncé                | Telephone Bexonce Gisselle Knowles, Rodney Roy Jerkins, LaShawn Ameen Daniels, Lazonate S. Franklin, Stefani Germanotta | – |
| 23. April 2010 – 29. April 2010 1 Woche | 1                                      | Burhan G feat. Medina                  | Mest ondt Burhan Genç, Sarah West | – |
| 30. April 2010 – 6. Mai 2010 1 Woche (insgesamt 2) | 2                                      | Nephew feat. VM-Landsholdet 2010       | The Danish Way to Rock Søren Arnholt, Kasper Toustrup, Simon Kvamm, Kristian Riis, René Munk Thalund | Das ist das Lied der dänischen Fußballnationalmannschaft zur Weltmeisterschaft 2010.                                                   |
| 7. Mai 2010 – 10. Juni 2010 5 Wochen | 5                                      | Stromae                                | Alors on danse Paul Van Haver | – |
| 11. Juni 2010 – 17. Juni 2010 1 Woche | 1                                      | Lena                                   | Satellite Julie Frost, John Gordon | Die deutsche Siegerin des Eurovision Song Contest erreichte außer in Deutschland auch in den nordeuropäischen Ländern die Chartspitze. |
| 18. Juni 2010 – 24. Juni 2010 1 Woche (insgesamt 2) | 2                                      | Nephew feat. Landsholdet               | The Danish Way to Rock Søren Arnholt, Kasper Toustrup, Simon Kvamm, Kristian Riis, René Munk Thalund | – |
| 25. Juni 2010 – 5. August 2010 6 Wochen | 6                                      | Yolanda Be Cool vs. DCUP               | We No Speak Americano! Renato Carosone, Nicola Salerno, Duncan MacLennan, Johnson Peterson, Sylvester Martinez | – |
| 6. August 2010 – 12. August 2010 1 Woche | 1                                      | Shakira feat. Freshlyground            | Waka Waka (This Time for Africa) Shakira Isabel Mebarak Ripol, Zolani Monica Mahola, Simon Eric Attwell, Peter David Cohen, Kyla-Rose Smith, Julio Navela Sigauque, Neil John Francis Hawks, John Graham Hill, Eugene Victor Doo Belley, Jean Ze Bella, Emile Kojidie, Seredeal Scheepers | – |
| 13. August 2010 – 7. Oktober 2010 8 Wochen | 8                                      | Eminem feat. Rihanna                   | Love the Way You Lie Alexander Grant Junior, Marshall B. Mathers, Holly Brook Hafermann | – |
| 8. Oktober 2010 – 28. Oktober 2010 3 Wochen | 3                                      | Burhan G feat. Nik & Jay               | Tættere på himlen Burhan Genç Koc, Niclas Genkel Petersen, Jannik Brandt Thomsen, Jon Andersson Ørom, Jules Wolfson, Puma | – |
| 29. Oktober 2010 – 4. November 2010 1 Woche (insgesamt 6) | 6                                      | Clara Sofie & Rune RK                  | Når tiden går baglæns Musik: Rune Reilly Kølsch, Clara Sofie Fabricius; Text: Clara Sofie Fabricius | – |
| 5. November 2010 – 11. November 2010 1 Woche | 1                                      | Morten Breum feat. Sisse Marie         | Every Time (You Look at Me) / Moist Morten Breum, Sisse Marie Holzmann Søby, Klaus Christensen | – |
| 12. November 2010 – 16. Dezember 2010 5 Wochen (insgesamt 6) | 6                                      | Clara Sofie & Rune RK                  | Når tiden går baglæns Musik: Rune Reilly Kølsch, Clara Sofie Fabricius; Text: Clara Sofie Fabricius | – |
| 17. Dezember 2010 – 23. Dezember 2010 1 Woche | 1                                      | Medina                                 | Addiction Musik: Medina Valbak, Rasmus Stabell, Jeppe Federspiel; Text: Lisa Greene | – |
| 24. Dezember 2010 – 30. Dezember 2010 1 Woche | 1                                      | Clemens feat. Jon Nørgaard             | Champion Musik: Björn Djupström, Thomas Hinz; Text: Jon Nørgaard, Clemens Telling | – |
| 31. Dezember 2010 – 6. Januar 2011 1 Woche (insgesamt 2) | 2                                      | Xander                                 | Det burde ikk være sådan her Alexander Theo Linnet | – |

## Alben
| ← 2009 ← | Liste der Nummer-eins-Hits in Dänemark | Liste der Nummer-eins-Hits in Dänemark | Liste der Nummer-eins-Hits in Dänemark | 2011 →                    |
| \| Zeitraum \| Wo. ges. \| Interpret \| Titel \| Zusätzliche Informationen \| \| (Zeitraum, Wochen auf Platz eins, Interpret, Titel, zusätzliche Informationen) \| \| \| \| \| \| ------------------------------------------------------------------------------ \| -------- \| -------------------------- \| -------------------------- \| ------------------------- \| \| 11. Dezember 2009 – 11. Februar 2010 9 Wochen (insgesamt 25) \| 25 \| Rasmus Seebach \| Rasmus Seebach \| – \| \| 12. Februar 2010 – 18. Februar 2010 1 Woche \| 1 \| Kashmir \| Trespassers \| – \| \| 19. Februar 2010 – 25. Februar 2010 1 Woche \| 1 \| (Verschiedene Interpreten) \| Melodi Grand Prix 2010 \| – \| \| 26. Februar 2010 – 18. März 2010 3 Wochen (insgesamt 25) \| 25 \| Rasmus Seebach \| Rasmus Seebach \| – \| \| 19. März 2010 – 25. März 2010 1 Woche \| 1 \| Gorillaz \| Plastic Beach \| – \| \| 26. März 2010 – 8. April 2010 2 Wochen (insgesamt 25) \| 25 \| Rasmus Seebach \| Rasmus Seebach \| – \| \| 9. April 2010 – 6. Mai 2010 4 Wochen \| 4 \| Hansi Hinterseer \| The Danish Collection \| – \| \| 7. Mai 2010 – 13. Mai 2010 1 Woche (insgesamt 25) \| 25 \| Rasmus Seebach \| Rasmus Seebach \| – \| \| 14. Mai 2010 – 1. Juli 2010 7 Wochen \| 7 \| Kim Larsen \| Mine damer og herrer \| – \| \| 2. Juli 2010 – 8. Juli 2010 1 Woche \| 1 \| Eminem \| Recovery \| – \| \| 9. Juli 2010 – 26. August 2010 7 Wochen (insgesamt 25) \| 25 \| Rasmus Seebach \| Rasmus Seebach \| – \| \| 27. August 2010 – 2. September 2010 1 Woche \| 1 \| Iron Maiden \| The Final Frontier \| – \| \| 3. September 2010 – 9. September 2010 1 Woche \| 1 \| Hansi Hinterseer \| Ich hab dich einfach lieb \| – \| \| 10. September 2010 – 16. September 2010 1 Woche (insgesamt 25) \| 25 \| Rasmus Seebach \| Rasmus Seebach \| – \| \| 17. September 2010 – 23. September 2010 1 Woche \| 1 \| Robyn \| Body Talk Pt. 2 \| – \| \| 24. September 2010 – 7. Oktober 2010 2 Wochen \| 2 \| Volbeat \| Beyond Hell / Above Heaven \| – \| \| 8. Oktober 2010 – 21. Oktober 2010 2 Wochen (insgesamt 4) \| 4 \| Tina Dickow \| Welcome Back Colour \| – \| \| 22. Oktober 2010 – 28. Oktober 2010 1 Woche (insgesamt 2) \| 2 \| De eneste to \| De eneste to \| – \| \| 29. Oktober 2010 – 4. November 2010 1 Woche \| 1 \| Søren Huss \| Troen & Ingen \| – \| \| 5. November 2010 – 11. November 2010 1 Woche (insgesamt 2) \| 2 \| De eneste to \| De eneste to \| – \| \| 12. November 2010 – 25. November 2010 2 Wochen (insgesamt 3) \| 3 \| Thomas Helmig \| Past Forward \| – \| \| 26. November 2010 – 2. Dezember 2010 1 Woche (insgesamt 3) \| 3 \| Take That \| Progress \| – \| \| 3. Dezember 2010 – 16. Dezember 2010 2 Wochen (insgesamt 4) \| 4 \| Tina Dickow \| Welcome Back Colour \| – \| \| 17. Dezember 2010 – 23. Dezember 2010 1 Woche (insgesamt 3) \| 3 \| Take That \| Progress \| – \| \| 24. Dezember 2010 – 30. Dezember 2010 1 Woche (insgesamt 3) \| 3 \| Thomas Helmig \| Past Forward \| – \| \| 31. Dezember 2010 – 6. Januar 2011 1 Woche (insgesamt 3) \| 3 \| Take That \| Progress \| – \| |                                        |                                        |                                        |                           |
| ← 2009 |                                        |                                        |                                        | → 2011 →                  |
| Zeitraum | Wo. ges.                               | Interpret                              | Titel                                  | Zusätzliche Informationen |
| (Zeitraum, Wochen auf Platz eins, Interpret, Titel, zusätzliche Informationen) |                                        |                                        |                                        |                           |
| 11. Dezember 2009 – 11. Februar 2010 9 Wochen (insgesamt 25) | 25                                     | Rasmus Seebach                         | Rasmus Seebach                         | –                         |
| 12. Februar 2010 – 18. Februar 2010 1 Woche | 1                                      | Kashmir                                | Trespassers                            | –                         |
| 19. Februar 2010 – 25. Februar 2010 1 Woche | 1                                      | (Verschiedene Interpreten)             | Melodi Grand Prix 2010                 | –                         |
| 26. Februar 2010 – 18. März 2010 3 Wochen (insgesamt 25) | 25                                     | Rasmus Seebach                         | Rasmus Seebach                         | –                         |
| 19. März 2010 – 25. März 2010 1 Woche | 1                                      | Gorillaz                               | Plastic Beach                          | –                         |
| 26. März 2010 – 8. April 2010 2 Wochen (insgesamt 25) | 25                                     | Rasmus Seebach                         | Rasmus Seebach                         | –                         |
| 9. April 2010 – 6. Mai 2010 4 Wochen | 4                                      | Hansi Hinterseer                       | The Danish Collection                  | –                         |
| 7. Mai 2010 – 13. Mai 2010 1 Woche (insgesamt 25) | 25                                     | Rasmus Seebach                         | Rasmus Seebach                         | –                         |
| 14. Mai 2010 – 1. Juli 2010 7 Wochen | 7                                      | Kim Larsen                             | Mine damer og herrer                   | –                         |
| 2. Juli 2010 – 8. Juli 2010 1 Woche | 1                                      | Eminem                                 | Recovery                               | –                         |
| 9. Juli 2010 – 26. August 2010 7 Wochen (insgesamt 25) | 25                                     | Rasmus Seebach                         | Rasmus Seebach                         | –                         |
| 27. August 2010 – 2. September 2010 1 Woche | 1                                      | Iron Maiden                            | The Final Frontier                     | –                         |
| 3. September 2010 – 9. September 2010 1 Woche | 1                                      | Hansi Hinterseer                       | Ich hab dich einfach lieb              | –                         |
| 10. September 2010 – 16. September 2010 1 Woche (insgesamt 25) | 25                                     | Rasmus Seebach                         | Rasmus Seebach                         | –                         |
| 17. September 2010 – 23. September 2010 1 Woche | 1                                      | Robyn                                  | Body Talk Pt. 2                        | –                         |
| 24. September 2010 – 7. Oktober 2010 2 Wochen | 2                                      | Volbeat                                | Beyond Hell / Above Heaven             | –                         |
| 8. Oktober 2010 – 21. Oktober 2010 2 Wochen (insgesamt 4) | 4                                      | Tina Dickow                            | Welcome Back Colour                    | –                         |
| 22. Oktober 2010 – 28. Oktober 2010 1 Woche (insgesamt 2) | 2                                      | De eneste to                           | De eneste to                           | –                         |
| 29. Oktober 2010 – 4. November 2010 1 Woche | 1                                      | Søren Huss                             | Troen & Ingen                          | –                         |
| 5. November 2010 – 11. November 2010 1 Woche (insgesamt 2) | 2                                      | De eneste to                           | De eneste to                           | –                         |
| 12. November 2010 – 25. November 2010 2 Wochen (insgesamt 3) | 3                                      | Thomas Helmig                          | Past Forward                           | –                         |
| 26. November 2010 – 2. Dezember 2010 1 Woche (insgesamt 3) | 3                                      | Take That                              | Progress                               | –                         |
| 3. Dezember 2010 – 16. Dezember 2010 2 Wochen (insgesamt 4) | 4                                      | Tina Dickow                            | Welcome Back Colour                    | –                         |
| 17. Dezember 2010 – 23. Dezember 2010 1 Woche (insgesamt 3) | 3                                      | Take That                              | Progress                               | –                         |
| 24. Dezember 2010 – 30. Dezember 2010 1 Woche (insgesamt 3) | 3                                      | Thomas Helmig                          | Past Forward                           | –                         |
| 31. Dezember 2010 – 6. Januar 2011 1 Woche (insgesamt 3) | 3                                      | Take That                              | Progress                               | –                         |

## Jahreshitparaden
| ← 2009 ← | Liste der Nummer-eins-Hits in Dänemark | Liste der Nummer-eins-Hits in Dänemark | Liste der Nummer-eins-Hits in Dänemark | 2011 →   |
| \| Singles \| Position# \| Alben \| \| --------------------------------------------------------------------------------------------------------------------------------------------------------------------------------------------------------------------------------------------------------------------------------------------------------------------- \| --------- \| -------------------------------------- \| \| Waka Waka (This Time for Africa) Shakira feat. Freshlyground Shakira Isabel Mebarak Ripol, Zolani Monica Mahola, Simon Eric Attwell, Peter David Cohen, Kyla-Rose Smith, Julio Navela Sigauque, Neil John Francis Hawks, John Graham Hill, Eugene Victor Doo Belley, Jean Ze Bella, Emile Kojidie, Seredeal Scheepers \| 1 \| Rasmus Seebach \| \| Vi to Medina Jeppe Federspiel, Medina Valbak, Rasmus Stabell \| 2 \| Mine damer og herrer Kim Larsen \| \| Når tiden går baglæns Clara Sofie & Rune RK Musik: Rune Reilly Kølsch, Clara Sofie Fabricius; Text: Clara Sofie Fabricius \| 3 \| Velkommen til Medina Medina \| \| Alors on danse Stromae Paul Van Haver \| 4 \| Welcome Back Colour Tina Dickow \| \| We No Speak Americano Yolanda Be Cool vs. DCUP Renato Carosone, Nicola Salerno, Duncan MacLennan, Johnson Peterson, Sylvester Martinez \| 5 \| Past Forward Thomas Helmig \| \| Mest ondt Burhan G feat. Medina Burhan Genç, Sarah West \| 6 \| Progress Take That \| \| Love the Way You Lie Eminem feat. Rihanna Alexander Grant Junior, Marshall B. Mathers, Holly Brook Hafermann \| 7 \| The Danish Collection Hansi Hinterseer \| \| Lidt i fem Rasmus Seebach Rasmus Seebach, Nicolai Seebach \| 8 \| Trespassers Kashmir \| \| Hey Shorty (Yeah Yeah Pt. 2) Kato feat. U$O & Johnson Musik: Thomas Kato Vittrup, Ahmad Darwich; Text: Ausamah Saeed, Marc Kwabena Johnson \| 9 \| Beyond Hell / Above Heaven Volbeat \| \| Stereo Love Edward Maya feat. Vika Jigulina Edward Maya, Vika Jigulina \| 10 \| The Fame Monster Lady Gaga \| |                                        |                                        |                                        |          |
| ← 2009 |                                        |                                        |                                        | → 2011 → |
| Singles | Position#                              | Alben                                  |                                        |          |
| Waka Waka (This Time for Africa) Shakira feat. Freshlyground Shakira Isabel Mebarak Ripol, Zolani Monica Mahola, Simon Eric Attwell, Peter David Cohen, Kyla-Rose Smith, Julio Navela Sigauque, Neil John Francis Hawks, John Graham Hill, Eugene Victor Doo Belley, Jean Ze Bella, Emile Kojidie, Seredeal Scheepers | 1                                      | Rasmus Seebach                         |                                        |          |
| Vi to Medina Jeppe Federspiel, Medina Valbak, Rasmus Stabell | 2                                      | Mine damer og herrer Kim Larsen        |                                        |          |
| Når tiden går baglæns Clara Sofie & Rune RK Musik: Rune Reilly Kølsch, Clara Sofie Fabricius; Text: Clara Sofie Fabricius | 3                                      | Velkommen til Medina Medina            |                                        |          |
| Alors on danse Stromae Paul Van Haver | 4                                      | Welcome Back Colour Tina Dickow        |                                        |          |
| We No Speak Americano Yolanda Be Cool vs. DCUP Renato Carosone, Nicola Salerno, Duncan MacLennan, Johnson Peterson, Sylvester Martinez | 5                                      | Past Forward Thomas Helmig             |                                        |          |
| Mest ondt Burhan G feat. Medina Burhan Genç, Sarah West | 6                                      | Progress Take That                     |                                        |          |
| Love the Way You Lie Eminem feat. Rihanna Alexander Grant Junior, Marshall B. Mathers, Holly Brook Hafermann | 7                                      | The Danish Collection Hansi Hinterseer |                                        |          |
| Lidt i fem Rasmus Seebach Rasmus Seebach, Nicolai Seebach | 8                                      | Trespassers Kashmir                    |                                        |          |
| Hey Shorty (Yeah Yeah Pt. 2) Kato feat. U$O & Johnson Musik: Thomas Kato Vittrup, Ahmad Darwich; Text: Ausamah Saeed, Marc Kwabena Johnson | 9                                      | Beyond Hell / Above Heaven Volbeat     |                                        |          |
| Stereo Love Edward Maya feat. Vika Jigulina Edward Maya, Vika Jigulina | 10                                     | The Fame Monster Lady Gaga             |                                        |          |